# Trzeci rząd Wilhelma Marxa
 Trzeci rząd Wilhelma Marxa - 18 maja 1926 – 1 lutego 1927.
| Funkcja                                    | Imię i nazwisko                               | Partia  |
| ------------------------------------------ | --------------------------------------------- | ------- |
| Reichskanzler - Kanclerz Rzeszy            | Wilhelm Marx                                  | Zentrum |
| Minister spraw zagranicznych               | Gustav Stresemann                             | DVP     |
| Minister spraw wewnętrznych                | Wilhelm Külz                                  | DDP     |
| Minister sprawiedliwości                   | Wilhelm Marx (do 17 lipca 1926) Johannes Bell | Zentrum |
| Minister finansów                          | Peter Reinhold                                | DDP     |
| Minister gospodarki                        | Julius Curtius                                | DVP     |
| Minister polityki żywnościowej i rolnictwa | Heinrich Haslinde                             | Zentrum |
| Minister pracy                             | Heinrich Brauns                               | Zentrum |
| Minister obrony                            | Otto Geßler                                   | DDP     |
| Minister transportu                        | Rudolf Krohne                                 | DVP     |
| Minister poczty                            | Karl Stingl                                   | BVP     |
| Minister do spraw terytoriów okupowanych   | Wilhelm Marx (do 17 lipca 1926) Johannes Bell | Zentrum |